# Osuchów (gromada)
Osuchów – dawna gromada, czyli najmniejsza jednostka podziału terytorialnego Polskiej Rzeczypospolitej Ludowej w latach 1954–1972.
Gromady, z gromadzkimi radami narodowymi (GRN) jako organami władzy najniższego stopnia na wsi, funkcjonowały od reformy reorganizującej administrację wiejską przeprowadzonej jesienią 1954 do momentu ich zniesienia z dniem 1 stycznia 1973, tym samym wypierając organizację gminną w latach 1954–1972.
Gromadę Franciszków z siedzibą GRN w Osuchowie utworzono – jako jedną z 8759 gromad na obszarze Polski – w powiecie grodziskomazowieckim w woj. warszawskim, na mocy uchwały nr VI/10/4/54 WRN w Warszawie z dnia 5 października 1954. W skład jednostki weszły obszary dotychczasowych gromad Dębiny Osuchowskie, Osuchów, Pieńki Osuchowskie i Strzyże ze zniesionej gminy Piekary oraz obszary dotychczasowych gromad Lutkówka i Lutkówka kolonia ze zniesionej gminy Skuły w tymże powiecie. Dla gromady ustalono 10 członków gromadzkiej rady narodowej.
31 grudnia 1959 do gromady Osuchów przyłączono obszar zniesionej gromady Bobrowce w tymże powiecie.
31 grudnia 1961 do gromady Osuchów przyłączono wsie Bronisławów, Chudolipie i Nosy-Poniatki ze znoszonej gromady Budki Petrykowskie w powiecie grójeckim w tymże województwie.
1 stycznia 1969 do gromady Osuchów włączono wsie Budy-Strzyże, Kowiesowo-Kowiesy, Lindów-Huta Piekarska, Piekary, Podlinowo-Piekarowo i Zimnice ze zniesionej gromady Piekary w tymże powiecie.
Gromada przetrwała do końca 1972 roku, czyli do kolejnej reformy gminnej.